# Cantón de Bayona-3
El cantón de Bayona-3 (cantón nº 6, Bayonne-3 en francés) es una división administrativa francesa del departamento de los Pirineos Atlánticos creado por Decreto nº 2014-148, artículo 7º, del 25 de febrero de 2014, y que entró en vigor el 22 de marzo de 2015, con las primeras elecciones departamentales posteriores a la publicación de dicho decreto.

## Historia
Con la aplicación de dicho Decreto los cantones de Pirineos Atlánticos pasaron de 52 a 27.
La capital (Bureau centralisateur) está en Bayona.

## Composición
El cantón de Bayona-3 está formado por la fracción de la comuna de Bayona, que no está incluida en los cantones de Bayona-1 y Bayona-2.
En 2015, la población total del nuevo cantón era de 25 116 habitantes.